# 拉斯特 (伊利諾伊州)
拉斯特（英語：Rust）是位於美國伊利諾伊州富蘭克林縣的一個非建制地區。該地的面積和人口皆未知。

## 地理
拉斯特的座標為38°00′09″N 88°45′40″W / 38.00250°N 88.76111°W，而該地的平均海拔高度為139米（即456英尺）。